# アンドレ・ザ・ジャイアント
アンドレ・ザ・ジャイアント（André the Giant、本名：André René Roussimoff、1946年5月19日 - 1993年1月27日）は、フランス出身のプロレスラー。
公式プロフィールでは身長が7フィート4インチ（約223cm）、体重が520ポンド（約236kg）とされ、北米では「世界8番目の不思議（The 8th Wonder of the World）」、日本では「大巨人」などの異名で呼ばれた。

## 来歴
フランスのセーヌ＝エ＝マルヌ県クロミエにて、ブルガリア出身の父親とポーランド出身の母親の元で生まれる。少年時代からサッカー、ボクシング、レスリングなどに打ち込む。裕福な農家の生まれ育ちであったが「農家は高校に行かなくて良い」と考えたため14歳で地元グルノーブルの中学校を卒業してからは高校に進学せず、農場勤務や木工の見習い、ベーラー専用エンジンの製造工場勤務などに励んだ。1964年、18歳の時にパリでアンドレ "ザ・ブッチャー" ロシモフ（Andre "The Butcher" Rousimoff）としてデビュー。
『プロレススーパースター列伝』などで日本に流布していた「プロレスラーになる前にはきこりをしていて、山中にいるところをエドワード・カーペンティアに "発見" された」という逸話は事実ではなく、デビュー前はパリの家具運送会社に勤務しており、無名時代にカーペンティアに見出されたというのが真相である。もっとも、南アフリカでのデビュー説もあるなどフランス時代の経歴については不明瞭な部分も多く、様々な説がある。フランス時代はジェアン・フェレ（Géant Ferré / Giant Ferré）、モンスター・エッフェルタワー（Monster Eiffel Tower）などの名義で活動していた。
1970年2月に国際プロレスに初来日した際、同時来日していたAWAのバーン・ガニアに見込まれ、1971年9月より北米へ進出。フランス語圏であるカナダのモントリオールを拠点に、ジャン・フェレ（Jean Ferré / 日本では英語風に「ジーン・フェレ」と読まれた）の名で活動する。ここで映画『キング・コング』をモチーフにした世界八番目の不思議（The 8th Wonder of the World）というニックネームが付けられた。巨人選手対決として、キラー・コワルスキーやドン・レオ・ジョナサンなど超大物選手とも対戦した。

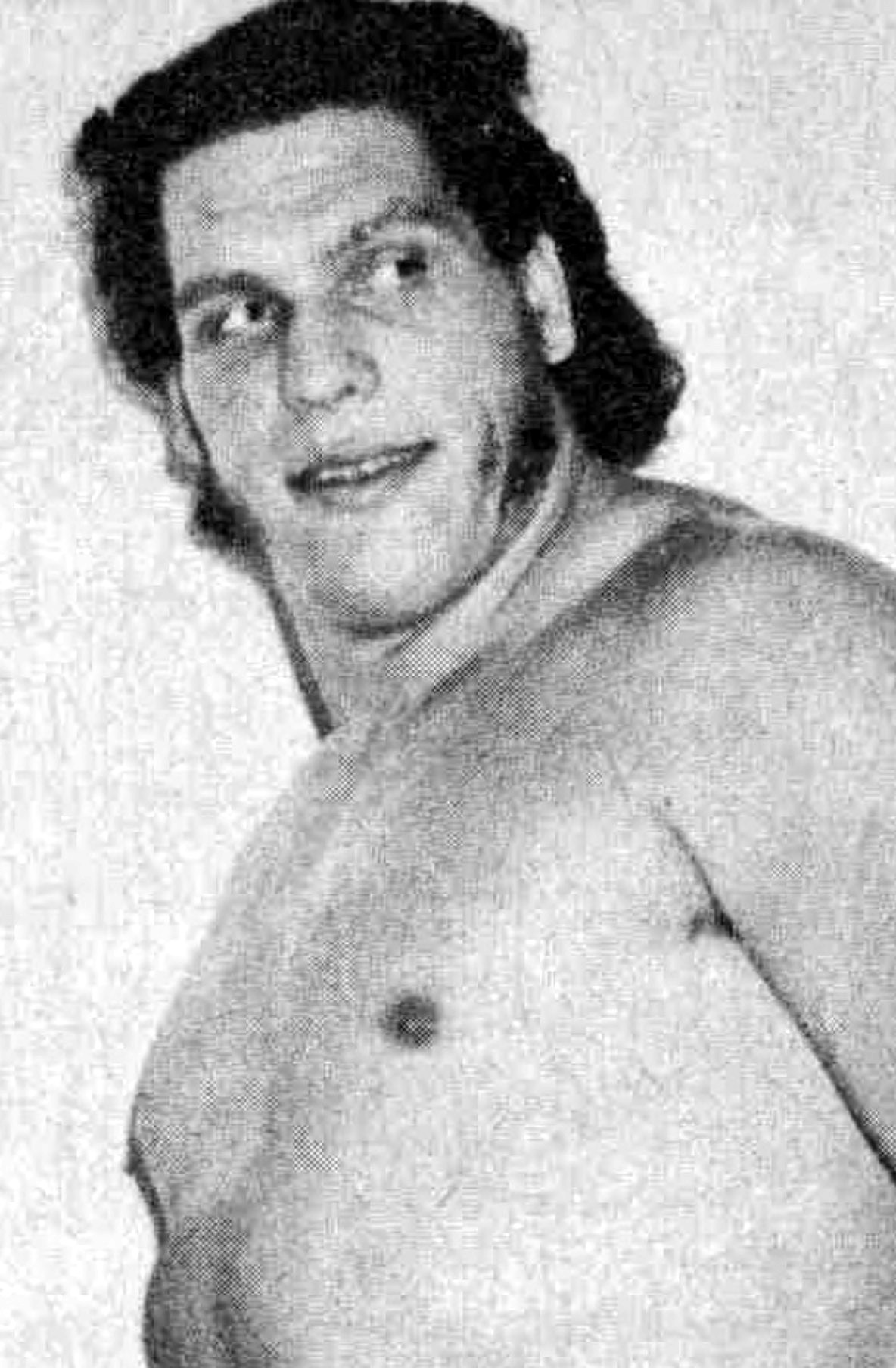
改名後（1973年）

1973年、アンドレ・ザ・ジャイアント（André the Giant）と改名し、WWWF（現：WWE）のプロモーターのビンス・マクマホン・シニアと契約。3月26日にニューヨークのマディソン・スクエア・ガーデンに初出場し、バディ・ウォルフから勝利を収めた。しかしWWWFとは専属契約をしたわけではなく、マクマホン・シニアのブッキングで古巣のAWAやNWAはもとより、世界中の様々な団体を定期的に短期参戦して回るようになる。これは「滅多に出会えない怪物」として希少価値を高めるというマーケティング上の戦術からの判断である。実際、それまでにプロレス界に登場したスカイ・ハイ・リーやグレート・アントニオなどの怪物レスラーは、アンドレとは異なりアスリートとしての実力的な問題もあって、短期間で一般層のファンから飽きられて人気が衰えていった。

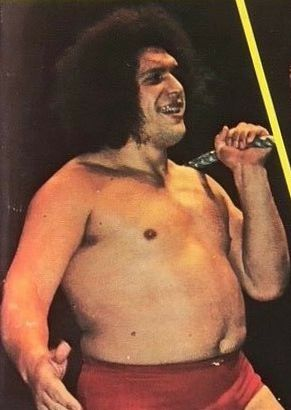
カーリーヘアが印象的だった全盛期（1975年）

この世界サーキットを行っていた約10年間が彼の全盛期であり、アンドレはベビーフェイスのスペシャル・ゲストの立場で各地のビッグイベントに出場。バトルロイヤルやハンディキャップ・マッチなどで圧倒的体格による強さを見せつけつつ、テリー・ファンク、ハーリー・レイス、ニック・ボックウィンクル、スーパースター・ビリー・グラハムら当時のNWA・AWA・WWWFのヒール系世界王者を始め、ザ・シーク、ワルドー・フォン・エリック、モンゴリアン・ストンパー、ブラックジャック・マリガン、ブラックジャック・ランザ、レイ・スティーブンス、パット・パターソン、キラー・カール・コックス、アーニー・ラッド、イワン・コロフ、バロン・フォン・ラシク、スタン・ハンセン、マスクド・スーパースター、ブルーザー・ブロディ、リック・フレアー、ケン・パテラ、ボビー・ダンカン、バリアント・ブラザーズ、ミネソタ・レッキング・クルー、ロディ・パイパー、クラッシャー・ブラックウェル、アンジェロ・モスカ、ジョー・ルダック、キラー・ブルックス、バグジー・マグロー、ニコライ・ボルコフ、ザ・スポイラー、オックス・ベーカー、マーク・ルーイン、アブドーラ・ザ・ブッチャー、タンク・パットン、スーパー・デストロイヤー、サージェント・スローター、アレックス・スミルノフなど、各テリトリーのトップヒールと対戦した（欧州では1979年12月にローラン・ボックとのシングルマッチも実現している ）。1974年のギネスブックには「年俸世界一（40万ドル）のプロレスラー」として彼が掲載されている。当時の為替レートは1ドル＝約300円。
1984年、ビンス・マクマホン・ジュニアのWWF全米進出計画が始まるとベビーフェイス陣営の主要メンバーとしてサーキットに参加、以降は退団する1990年までWWF専属選手となった。スーパースター軍団となったWWFでは同じ巨人型のビッグ・ジョン・スタッドがライバルとなり、レッスルマニアの第1回大会ではスタッドと『15000ドル争奪ボディスラム・マッチ』で対戦した。その後もカマラやキングコング・バンディを抗争相手に、WWF世界ヘビー級王者のハルク・ホーガンと共に全米侵攻の主軸となって活躍した。

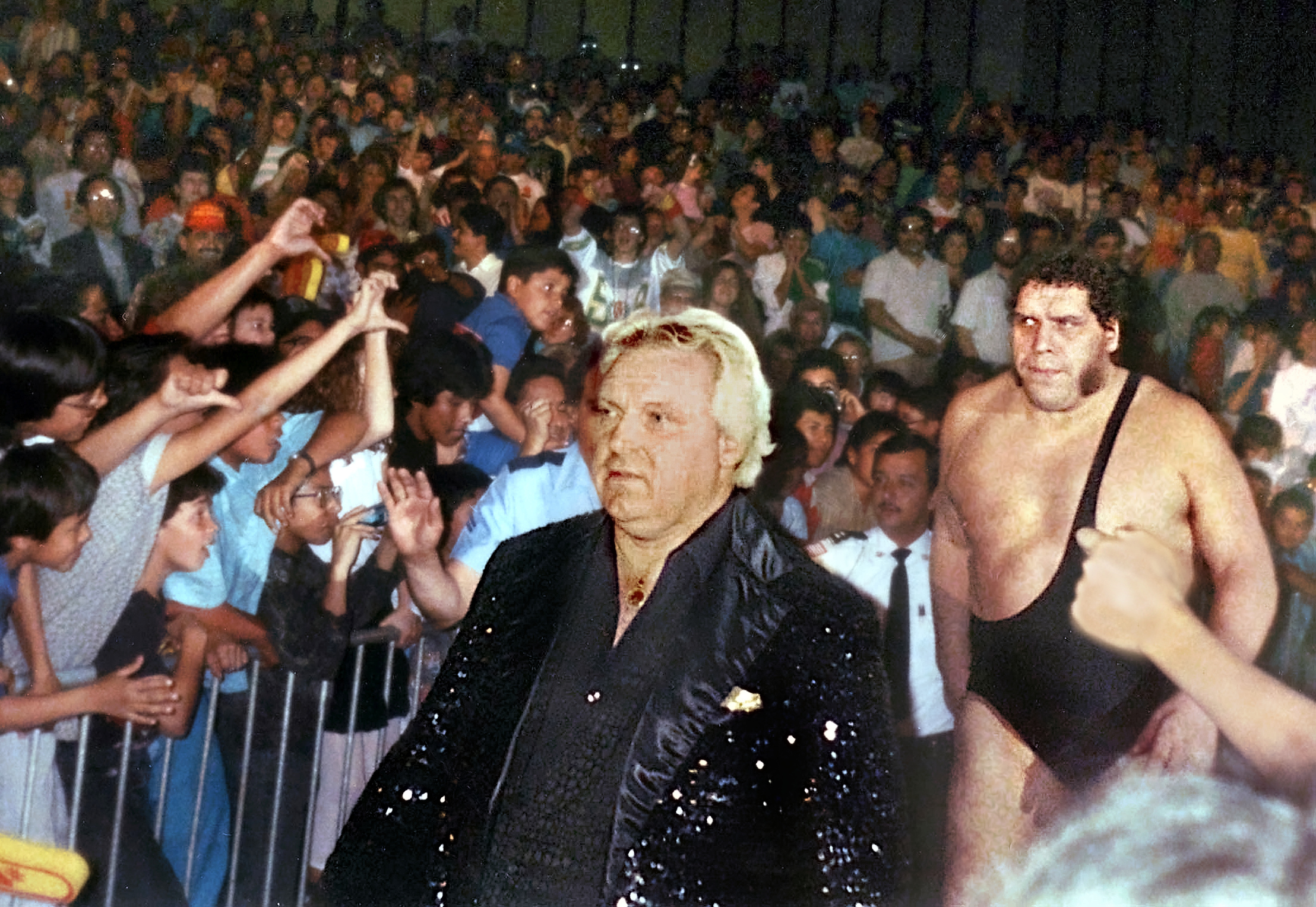
悪党マネージャーのボビー・ヒーナンに先導されるアンドレ（1989年）

アメリカでは絶対のベビーフェイスであったが、WWFでの人気を二分していた盟友ホーガンを裏切り、1987年よりヒールに転向する。ボビー "ザ・ブレイン" ヒーナンをマネージャーに従え、コスチュームも黒のワンショルダータイツに変更。ベビーフェイス陣営にいたバンバン・ビガロやジム・ドゥガンらを破り、同年3月29日のレッスルマニアIIIではWWF世界ヘビー級王座を賭けたホーガンとの「世紀の対決」が行われたが、ホーガンにボディスラムを放たれて敗退した。翌1988年2月5日の "The Main Event" での再戦では勝利を収め、WWF王座を奪取したものの、直後にテッド・デビアスにアングルとしてベルトを売却。翌週にデビアスは王座を剥奪されたが、以後デビアスと「メガ・バックス（The Mega Bucks）」なるタッグチームを結成、ホーガン&ランディ・サベージの「メガ・パワーズ（The Mega Powers）」と抗争を展開した。
しかし、1980年代後半に入って急増した体重を起因とする膝や腰の痛みに悩まされ始め、全盛期の動きの切れは徐々に失われていった。その後、当時WWFがホーガンに代わる新しい主役として重用していたアルティメット・ウォリアーの売り出しに使われ、連敗を喫する。また「ヘビ嫌い」との設定も加えられ、ジェイク "ザ・スネーク" ロバーツとの抗争も行われた。1989年下期からはコンディションの悪化をカバーすべくタッグマッチ戦線に活動の場を移し、キング・ハクをパートナーに「コロッサル・コネクション（The Colossal Connection）」なるタッグチームを結成。アックス&スマッシュのデモリッションとWWF世界タッグ王座を争った。その後、マネージャーのヒーナンと仲間割れしてベビーフェイスに戻り、ジミー・ハートがマネージメントしていたアースクエイクとの対立アングルも組まれるが、体調不良のため1990年にWWFを退団。以降、さらに増した身体の痛みにより試合を行う機会は減少したが、最後の主戦場とした全日本プロレスにおいては、主にジャイアント馬場とのタッグ「大巨人コンビ」で活躍した。

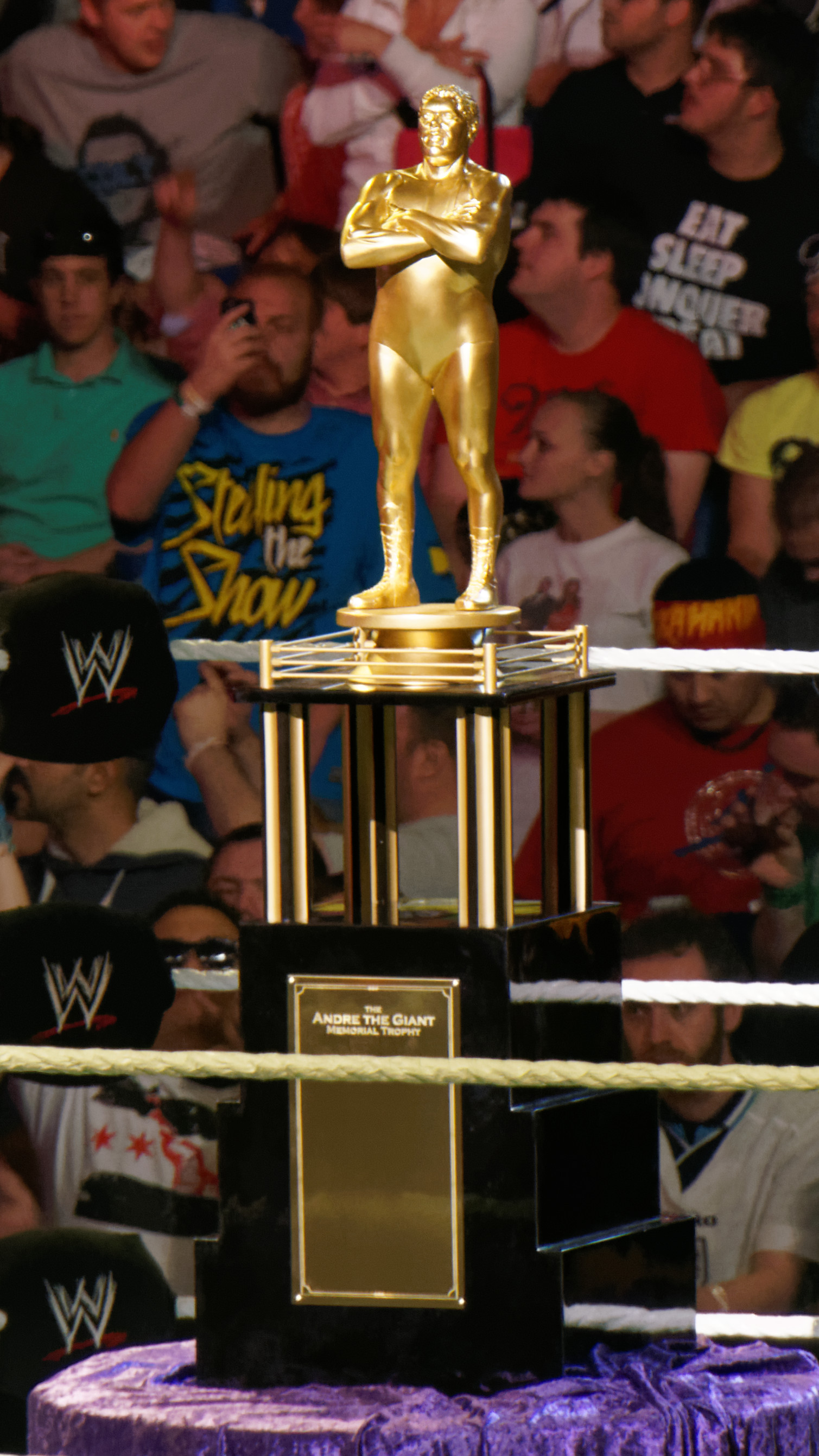
アンドレ黄金像トロフィー

父親の葬儀へ出席するためフランスに帰国していた1993年1月27日、パリ8区の高級ホテル内で死去。死因は急性心不全であった。長年に渡る過度の飲酒（全盛期はビール、レスラー後期から晩年はワインを愛飲していた）が原因と言われている。飲酒量が桁違いだったため、酒にまつわるアンドレの逸話は数知れない。ミスター高橋によると試合前でも何本も酒を飲み、しかも後年はほとんどトレーニングをしなかったため、余計心臓に負担がかかっていたことは明らかだったという。
WWFは生前の活躍に敬意を表するために、WWF殿堂（後のWWE殿堂）を設立し、殿堂入りの第一号を彼に与えた。2008年には彼の功績をまとめたDVDもWWEより発売された。さらに2014年のWWEレッスルマニアXXXにて、その功績を称え「アンドレ・ザ・ジャイアント メモリアル・バトルロイヤル」を開催し以降も継続。勝者にはアンドレ黄金像トロフィーが贈られた。
2018年、HBOによるドキュメンタリー作品『ANDRE THE GIANT』が放映。

### 日本での活躍
初来日は1970年1月。まだアメリカで注目を浴びる前の無名時代、吉原功にスカウトされモンスター・ロシモフ（Monster Roussimoff）のリングネーム（吉原命名）で国際プロレスへ参戦した。この前年5月18日にパリで行われた初代IWA世界タッグ王座決定戦でイワン・ストロゴフと組み、豊登&ストロング小林と戦うも1-2で敗れているが、日本でも報道されて評判は伝わっていた。1月18日に福岡市九電記念体育館で行われたIWA世界タッグ王座決定戦では、マイケル・ネイダーとのコンビでサンダー杉山&グレート草津を破り王座を獲得するが、2月3日の広島県立体育館にて杉山&草津に敗れ、短命王者となった（2月11日にもネイダーと組んで杉山&草津に再挑戦したが敗退）。この初来日時、AWAの総帥バーン・ガニアと邂逅、北米進出のきっかけを掴む。1971年の再来日ではカール・ゴッチやビル・ロビンソンを抑え、第3回IWAワールド・シリーズで優勝を果たした。また、1972年の第4回IWAワールド・シリーズでも決勝に進出するが、小林に敗れて準優勝に終わった。またこの来日時、5月4日に新潟市体育館において、イワン・バイテンをパートナーに杉山&ラッシャー木村が保持していたIWA世界タッグ王座に再挑戦している。
その後、ブッキング権がガニアからWWFのビンス・マクマホン・シニアに移行したことに伴い、1974年2月より日本でのリングをWWFと提携していた新日本プロレスへ移し、アントニオ猪木との抗争を開始 。1974年3月15日に岡山武道館で行われた猪木との初のシングルマッチでは、当時のマネージャーだったフランク・バロアがロープに飛んだ猪木の足を取ってダウンさせ、ジャイアント・プレスでフォール勝ちを収めた。以降の対戦では、猪木が掛けたキーロックをアンドレが軽々と持ち上げる、アンドレが掛けたカナディアン・バックブリーカーを猪木がロープを蹴って返しリバース・スープレックスで投げる、というムーブが見せ場として定着した。
猪木がウィレム・ルスカやモハメド・アリとの対戦で異種格闘技戦をスタートさせた1976年の10月7日には、蔵前国技館にて「格闘技世界一決定戦」と銘打たれた両者のシングルマッチが行われた。猪木が保持していたNWFヘビー級王座には、1974年12月15日にブラジル・サンパウロのコリンチャンス・スタジアム、1977年6月1日に名古屋の愛知県体育館にて、2度にわたって挑戦。猪木が坂口征二とのコンビで戴冠していたNWA北米タッグ王座にも、ロベルト・ソト、トニー・チャールズ、ザ・プロフェッショナルと、パートナーを代えて3回挑戦している。
新日本プロレスではスタン・ハンセンとも外国人同士によるスーパーヘビー級の抗争を繰り広げ、1981年9月23日、田園コロシアムで行われたハンセンとの一騎討ちは、日本のプロレス史に残る伝説の名勝負とされる 。同年12月10日には、レネ・グレイをパートナーに大阪府立体育館にて猪木&藤波辰巳を破り、第2回MSGタッグ・リーグ戦に優勝 。1982年4月1日には蔵前国技館にてキラー・カーンを下し第5回MSGシリーズも制覇している（新日本のシングルのリーグ戦における外国人選手の優勝はこれが初めて）。
新日本プロレス参戦時は、実況アナウンサーである古舘伊知郎が、「大巨人」「巨大なる人間山脈」「一人民族大移動」などの表現を使ったことから、これらがアンドレのニックネームとなった（古舘はこの他にも「一人というには大きすぎる。二人といったら世界人口の辻褄が合わない」「人間というより化け物といった方がいいような」「都市型破壊怪獣ゴジラ」「怪物コンプレックス」「一人大恐竜」「ガリバーシンドローム」といった形容詞も使用している）。

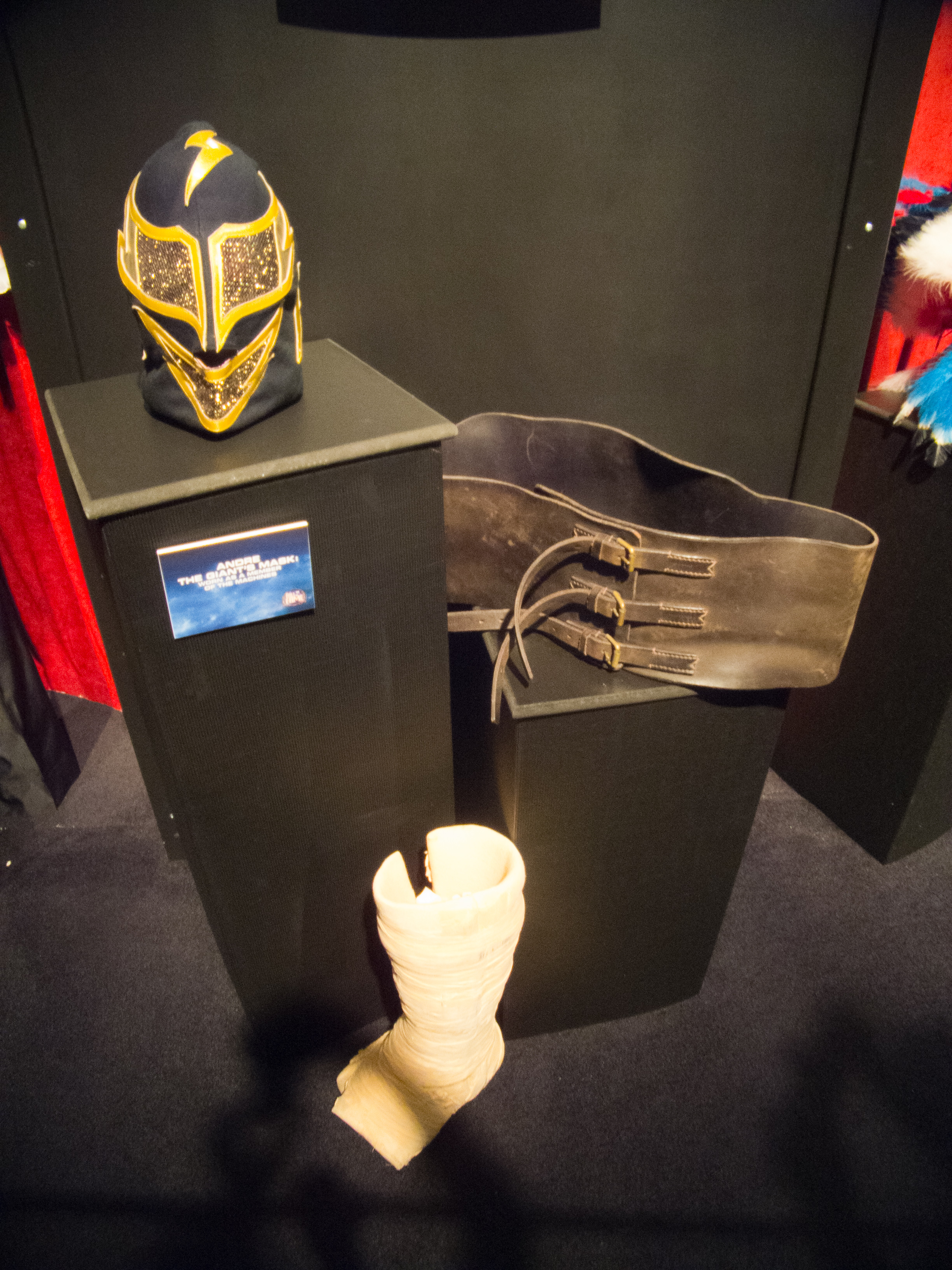
ジャイアント・マシーン時代のマスク

1985年には将軍KYワカマツをマネージャーに従え、ジャイアント・マシーン（Giant Machine）なる覆面レスラーにも変身した。アンドレは1985年8月シリーズである「チャレンジ・スピリット'85」に素顔で参戦する予定であったが（ポスターやパンフレットには素顔のアンドレの写真が掲載されていた）、同月にスーパー・ストロング・マシーン、ヒロ斎藤、高野俊二の離脱により危機感を抱き『ワールドプロレスリング』の視聴率低下を危惧していた新日本プロレスが、苦肉の策として急遽アンドレをジャイアント・マシーンに、同シリーズに参戦していたマスクド・スーパースターをスーパー・マシーンに変身させたという。シリーズ開幕戦である8月23日の東村山大会では坂口をジャイアント・ボンバーで一蹴した他、メインイベントの猪木&木村健吾VSハクソー・ヒギンズ&トニー・セント・クレアー戦にもスーパー・マシーンと共に乱入し、猪木をジャイアント・ボンバーでKOした。この経緯から、ジャイアント・マシーンは「正体バレバレの覆面レスラー」と呼ばれた。マシーン軍団はWWFでもコピーされたため、アメリカにも同様のギミックで登場したことがある。キャリア晩年に使用していた黒のワンショルダー・タイツは、この頃の名残である。なお、ジャイアント・マシーンの正体は公然の秘密だったが、相棒であったスーパー・マシーンについては、WWFオフィシャル発表では「北海道生まれの日本人」ということにされていた。アンドレもそれに合わせ、プロモーション用のインタビューで珍妙な日本語を話したり、お辞儀をしたりなどしていた。
WWFと新日本プロレスの提携解消後も、1986年まで新日本プロレスに参戦し、4月29日にはUWFの前田日明との不穏試合も行われている。5月開幕のIWGPチャンピオン・シリーズでは、6月17日の愛知県体育館における公式戦にて、猪木に腕固めで初のギブアップ負けを喫した。それ以降、しばらく来日が途絶えていたが、1990年4月13日に東京ドームで開催された日米レスリングサミットにて久々に日本マットに登場し、ジャイアント馬場と大巨人コンビを結成。同年9月30日、馬場のデビュー30周年記念試合でタッグながら初対決してからは全日本プロレスへ主戦場を移し、1990年、1991年と世界最強タッグ決定リーグ戦には馬場との大巨人コンビで出場し、1991年には準優勝している。しかしコンディションはどんどん悪化したため、1992年からは馬場や木村のファミリー軍団に加わり、悪役商会との明るく楽しいプロレスが中心となった。しかし、10月21日に日本武道館で行われた全日本プロレス創立20周年記念試合（馬場&ハンセン&ドリー・ファンク・ジュニアVSジャンボ鶴田&アンドレ&テリー・ゴディ戦）では、アンドレVSハンセンの対決が再び実現。アンドレの動きは全盛期とは程遠かったものの、ハンセンのウエスタン・ラリアットを喰らっても倒れず、ロープにもたれる程度に踏み留まってみせるなど、最後の最後まで怪物ぶりを見せつけた。
なお、アメリカではベビーフェイスの人気選手として活躍していたが、新日本プロレスではヒールのポジションに回った。もっとも日本でも、ザ・シークやフレッド・ブラッシーのようなスタイルのヒールを演じていたわけではなく、馬場をも凌ぐ圧倒的な巨体と強さのためにヒール扱いされてしまったものである。しかし、アンドレは日本におけるヒールとしての役割を受け入れ、「日本人嫌い」というイメージが損なわれないようサインなどのファンサービスはほとんど行わず、マスコミの取材に応じることも少なかった。
一転して全日本プロレスへ参戦していた当時のアンドレは、馬場とコンビを組んでいたこともあって、新日本時代とは異なり完全なベビーフェイスとなった。全日本登場第1戦から出番のたびに大アンドレ・コールで迎えられ、笑顔でファンの声援に応じたり、入場時の花束贈呈の際には、花束を受け取るとブーケ・トスのように後方の客席に投げてプレゼントしたり、コールの時には二本指を立てて腕を上げるアピールも見せていた。一方、自分を化け物扱いして奇異の目で見ていたため実際はこの頃も日本人が嫌いであったといい、そんなアンドレの孤独を理解していたのは同じ巨人レスラーである馬場であったと伝わる。
また、初来日を果たし、北米進出の契機にもなった国際プロレスに対するアンドレの思い入れは非常に深く、1974年の新日本移籍後も、同年6月と1979年7月に国際プロレスに特別参加したことがある（1979年の参戦時には、7月20日に秋田県大館市において木村のIWA世界ヘビー級王座に挑戦した）。日本での親友でもあったマイティ井上の談では、ギャラについても「いくらでもいい」などと語っていたという（後述）。
1993年1月27日に死去したため、生涯最後の試合は1992年12月4日、日本武道館における馬場&木村とトリオを組んでの6人タッグマッチ（VS大熊元司&永源遙&渕正信）で、アンドレが自身のラリアットと馬場のチョップのW攻撃からヒップ・プレスで大熊をフォールした。アンドレの死去の前月に大熊も死去しており、奇しくも同試合は大熊の最後の試合でもあった。

## 得意技

### フィニッシュ・ホールド
ジャイアント・プレス
一般的にいうところのボディ・プレスなのだが、アンドレの巨体が全体重をかけて相手を押し潰す様は圧巻の一言。ここぞという時の決め技として使用され、実質アンドレ最大のフィニッシュ・ホールドといえる。ジャンプして見舞う(コーナーポスト最上段から放つ場合もあった)パターンと、両ひざをついて相手に倒れこむパターンの2通りがある。しかし、自身への負担が大きく、1982年ごろから使う頻度が大きく減った。
ヒップ・ドロップ（ヒップ・プレス）
ヒップドロップといえば繋ぎ技として扱われることが多いが、プロレス界においても突出した巨躯を誇ったアンドレが放つそれは、充分にフィニッシュ・ホールドとして通用する破壊力を持っていた。この体勢からフォールを狙う場合も多い。相手がタフかどうかで飛ぶ高さを決めており、高く飛んだ相手はタフさを認めたものだとアンドレは語っている。
エルボー・ドロップ
寝た状態の相手に向かって倒れこむように肘を落とす。キャリア後期の全日本プロレス参戦時にメイン・フィニッシュ技とした。全日本時代は、とくに技を決めたあとにそのまま相手に覆い被さったままピンフォールするホールド式を使い、「重圧エルボー・ドロップ」「圧殺エルボー・ドロップ」などとも称された。馬場の十六文キックで倒れた相手に倒れ掛かるようにこの技を繰り出し、そのままフォールするのが大巨人コンビ定番のフィニッシュムーブだった。
ジャイアント・ボンバー
ラリアット。ジャイアント・マシーン変身時、フィニッシュとして繰り出していた。坂口征二からフォールを奪い、若手のレスラーを失神させたこともある。
ツームストーン・パイルドライバー
来日前からの得意技であり、初期のフィニッシュ・ホールド。1972年にターザン・タイラーとの試合で使用した際、相手の首の骨を折ってしまってからは封印している。しかしドリル・ア・ホール・パイルドライバーは、エキサイトした余り猪木やキラー・カーンに見舞ったことがある。

### その他

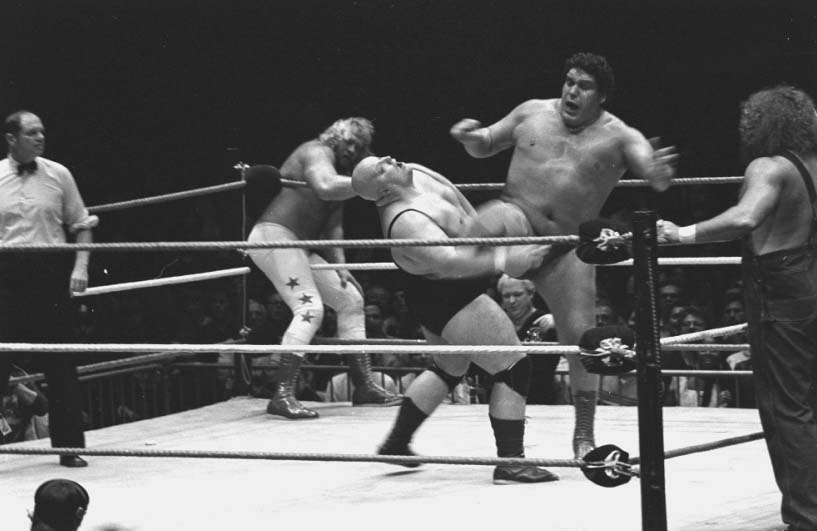
キングコング・バンディにビッグブーツを放つアンドレ・ザ・ジャイアント（1986年頃のWWF）

フロント・ネックチャンスリー・ドロップ
相手の首を正面からロックし、後方へ反り投げる技。決して簡単な技ではなく、アンドレのレスリングセンスの高さが垣間見える。なお、第5回のMSGシリーズ優勝決定戦では、この技を使ってからとどめにヒップドロップをフィニッシュに繰り出してキラー・カーンからフォールを奪っている。
ハイアングル・ボディスラム
相手を高々と担ぎ上げ、勢いをつけてマットへ叩きつける技。ずば抜けた長身から繰り出すため、ボディスラムとしては破格ともいえる威力を誇っていたが、体重が増加した頃から使う頻度は減少していった。
カウンターキック
ジャイアント馬場の十六文キックに対抗して「十八文キック」と呼ばれていた。通称「人間エグゾセミサイル」（仏製対艦ミサイルのイメージから古舘伊知郎が命名）。
ヒッププッシュ
相手をコーナーに追い詰めたのち、相手やコーナーに背中を向ける形で覆い被さり、勢いを付けて相手に尻を突き当てる。コーナーとアンドレの巨体に挟まれるため、相手は逃げ場がなく、また受けるダメージも大きい。タッグマッチの際は、相手を2〜3人まとめてコーナーに追い詰め、この技を繰り出すこともある。そして苦手な相手もしくは嫌いな相手にするときはおならをするときがあると言われている。
ネックハンギングツリー
相手の首を両手で捕らえ、その体勢から腕力で持ち上げることで首を絞め上げる。その長身を生かしたリフトは驚異的な高さに達し、抜群の説得力を持つ技であった
ヘッドバット、ジャイアント・スクワッシュ
「ジャイアント・ヘッドバット」とも呼ばれる頭突き。アンドレが放つ頭突きは、長身を生かして相手の脳天付近を狙うものであり、しばしば「二階からのヘッドバット」と称された。また、ジャンプすることでさらに落差を付けるバージョン、倒れている相手に対して頭から倒れ掛かるバージョンもあり、その場合は「ジャイアント・スクワッシュ」という技名で呼ばれた。
ベアハッグ
長い両腕を利用して、相手の胴を強烈に絞め上げる。お気に入りの技だったらしく、試合でたびたび使用していた。またその巨体ゆえ膝を付いた体勢で繰り出すこともあった。
ショルダー・ブロック
ショルダー・タックル。相手をコーナーに追い詰め、勢いよくダッシュして繰り出すか、またはヒッププッシュ同様、両手でセカンドロープを持って相手の逃げ場を封鎖して、肩口を相手のボディに突き当てる技。後者は体重が増加してから使用し始めた（タッグマッチの際には寺院の梵鐘を撞木で突き鳴らす感じで相方に腰を持ってもらい、引いて反動を付けて繰り出すこともあった）。ちなみに古舘伊知郎はこの技を別名で「人間圧殺刑」と呼んだことがある。
アトミック・ドロップ
スタン・ハンセンやバグジー・マグローなどの巨漢を軽々とリフトアップしたこともある。落差があることから一撃必殺の技ともなった。
ダブルアーム・フェイスバスター
アントニオ猪木戦で披露した技で現在でいうペディグリーに近い技。屈んだ相手の両手首を掴んで背中方向へ引っ張り上げ、体重を乗せて顔面から叩きつける。
クロー
ショルダー・クローやストマック・クローなど、巨大な手で体の一部を鷲掴みにしていた。コンディションが悪化し始めたキャリア後期より多用。

### 特徴的なムーブ
技ではないが、トップロープとセカンドロープの間に両腕を絡める独自のムーブを持っている。トップロープを両脇で挟むようにもたれかかっている時に相手に攻撃され、尻餅をつくことでトップロープがセカンドロープの下に回りこんでしまい、ロープ間に両腕が挟み込まれる格好となる。明らかにアンドレ自身が故意に腕を絡めているのだが「アンドレの巨体によってロープがたわむハプニングで腕が絡まってしまった」と見るのが礼儀。両腕が塞がれているためアンドレは身動きが取れず、対戦相手がアンドレに向かっていくが逆にカウンターキックを見舞われてしまうのが一連の流れ。ちなみに、相手にカウンターキックを放った後、いとも簡単に両腕をロープから外す。タッグマッチではこれで身動きが取れない間にパートナーがフォールを奪われる、という流れになる。
2018年現在では、生前のアンドレに匹敵する体格を持つWWEの大型選手グレート・カリ、ビッグ・ショーも、試合でこのロープに絡まるムーブを度々披露している。ちなみに元新日本プロレスのレフェリーであったミスター高橋は試しにそれを実践してみたことがあるが、ロープが固く腕に巻きついて腕が折れそうになり、とてもではないが出来なかったという。このムーブはアンドレ並の巨体を持った者のみに可能なものだった。

## 獲得タイトル
インターナショナル・レスリング・エンタープライズ
- IWA世界タッグ王座：1回（w / マイケル・ネイダー a.k.a. ミシェル・ナドール）[22]
  - 1970年1月18日、王座決定戦でサンダー杉山&グレート草津を破り獲得。

ワールド・チャンピオンシップ・レスリング（オーストラリア）
- NWA豪亜タッグ王座：1回（w / ロン・ミラー）[46]
  - 1978年12月8日、オックス・ベーカー&ブッチャー・ブラニガンから奪取。

NWAトライステート
- NWA USタッグ王座（トライステート版）：1回（w / ダスティ・ローデス）[47]
  - 1978年12月25日、トーナメント決勝でスタン・ハンセン&アーニー・ラッドを破り獲得。

チャンピオンシップ・レスリング・フロム・フロリダ
- NWAフロリダ・タッグ王座：1回（w / ダスティ・ローデス）[48]
  - 1981年2月12日、ボビー・ジャガーズ&ランディ・タイラーから奪取。

ワールド・レスリング・フェデレーション
- WWF世界ヘビー級王座：1回[13]
  - 1988年2月5日、ハルク・ホーガンから奪取。
- WWF世界タッグ王座：1回（w / キング・ハク）[17]
  - 1989年12月13日、デモリッション（アックス&スマッシュ）から奪取。
- WWF殿堂 （1993年度）
  - 1993年6月3日に発表。殿堂入り第1号。

## マネージャー
- フランク・バロア（モントリオール時代からのマネージャー）
- アーノルド・スコーラン（新日本プロレスにおいて、MSGシリーズや田園コロシアムでのスタン・ハンセン戦などで担当）
- 将軍KYワカマツ（新日本プロレスにおいて、ジャイアント・マシーン変身時に担当）[49]
- キャプテン・ルー・アルバーノ（WWFにおいて、ジャイアント・マシーン変身時に担当）
- ボビー・ヒーナン（WWFにおいて、ヒール転向後に担当）

## 入場テーマ曲
新日本プロレス時代に日本で制作されたオリジナルの入場テーマ曲『ジャイアント・プレス』は、没後も日本マットに登場した巨人プロレスラーや格闘家に用いられた。この曲はテレビ放送でも使われている。WWFにおいても、マシーンズの入場テーマ曲として使用されていた。ヒール転向後のWWF時代は、1980年代後半当時では珍しい「テーマ曲なし」で入場していた。

## 俳優としての活動
アメリカではその巨体から怪物的なキャラクターとして映画、ドラマにたびたび出演していた。
- テレビドラマ「600万ドルの男」（ビッグフット役）1976年
- テレビドラマ「アメリカン・ヒーロー」（ザ・モンスター役）1982年
- 映画「プリンセス・ブライド・ストーリー」（フェジック役）監督：ロブ・ライナー、1987年

## アンドレを投げた男達

### ボディスラム
その巨体ゆえに、1970年代後半から1980年代中頃にかけてはアンドレをボディスラムで投げることがレスラーのステイタスとされていた。同時期、アメリカ人レスラーでは1978年10月13日にハーリー・レイス、1980年8月9日にハルク・ホーガン、1981年9月23日にスタン・ハンセンがボディスラムに成功している（レイスは1979年にも、場外でボディスラムを放っている）。日本では報じられることはなかったが、ブラックジャック・マリガンも1982年9月18日、WWFのフィラデルフィア大会における6人タッグマッチでアンドレを投げている。また、試合中ではなく試合後の乱闘シーンにおいてだが、カマラも1983年2月12日、ルイジアナ州シュリーブポートでのMSWAのハウス・ショーでアンドレをボディスラムで投げている。
メキシコでは1984年にカネック、オーストリアでは1986年にオットー・ワンツもボディスラムに成功しており、ブルーザー・ブロディも1978年にオーストラリアで投げたというが、これは非公式記録となっている。日本人では1980年6月4日と1983年12月2日にアントニオ猪木、1984年6月1日に長州力が投げているが、アンドレが全盛時ほどの重量ではなかった1972年5月6日にはストロング小林もボディスラムを放っており、同年はシカゴでブッチャー・バション、カナダのモントリオールでダグ・ギルバートにも投げられている。
アンドレ自身は「俺は気心の知れた奴にしかボディスラムを許さなかった」とハンセンに語っていた。新間寿は、猪木に投げられた時は「私はそこにはアンドレの思いやりがあったと思っている」と回想している。これらの証言から、踏ん張った状態の全盛期のアンドレを本当に投げることのできたレスラーがどれだけ居たのかは不明（体力的な衰えが顕著となった1980年代後半からは、WWFにおいてホーガンやアルティメット・ウォリアーに投げられた）。なお、ツープラトン行為ではワイルド・サモアンズ、ケン・パテラ&ボビー・ダンカン、パテラ&ビッグ・ジョン・スタッド、猪木&藤波辰巳などが2人がかりでボディスラムを放っている。

### スープレックス
カール・ゴッチは1971年4月30日、国際プロレスのリングでモンスター・ロシモフ時代のアンドレをジャーマン・スープレックスで投げ切っている。当時のアンドレは全盛時ほどの体重ではなかったものの、これがスープレックス技でアンドレを投げた最初の記録とされている。
その後、ローラン・ボックも1979年12月15日にドイツのジンデルフィンゲンで行われた試合でアンドレを「背後から持ち上げ、仰向けに叩きつけるスープレックス」で投げたと発言しているが、これはジャーマン・スープレックスを放とうとしてバランスが崩れ、結果的にバックドロップのような形で投げたものと考えられている。その写真は『週刊ファイト』の1982年1月5日号に掲載されたが、この試合のVTRを観た同紙の記者は、ボックはバックドロップ以外にも「ダブルアーム・スープレックスでジャイアントを斜め横ながら投げ捨てた」と報じている。

## エピソード、その他
- ベースボール・マガジン社発行の『プロレス異人伝 来日外国人レスラー・グラフィティ』の「外国人係は見ていた」の項にてインタビューを受けたタイガー服部によると、アンドレはヒッププッシュを繰り出す際に放屁していたそうで、その臭いはリング内の選手やレフェリーはおろか、リング外にいるカメラマンや若手選手、リング最前列から10番目くらいの観客にまで届いたという。これについては、朝日新聞2015年5月2日土曜日 beランキング、記憶に残る昭和の外国人レスラーの人気アンケートでアンドレは5位に入り、プロレス取材歴が半世紀におよぶ門馬忠雄が「外国人レスラーの最高峰に推しているが、彼には異界から来た者のオーラがありました。驚いたのは来日するたび、身長も体重もでかくなっていたことです。 晩年の体重は280（kg）を超えていたでしょう。ワインをケースごと飲み干しというエピソードと共にゆで卵は一度に20個も食べるので、出す方も怪物じみていて、おならは鼻がひん曲がるほど臭かった」と語る。記事は「時には試合中でも暴音とともに放たれた悪臭は、リングサイドをも阿鼻叫喚の地獄に一変させる、凶器の最臭兵器となった」と締めくくっている。
- マネージャーを務めたアーノルド・スコーランによるとかなりのアイデアマンで、日本で大巨人伝説がマンネリ化し始めて来た頃、レスラー以外の人間を襲撃するというアイデアを自ら猪木に提案した。その際に襲撃されたのは気心の知れたレフェリーのミスター高橋やリングアナウンサーの田中秀和ら新日本プロレスのスタッフであり、決してファンや一般人には手を出さなかった。ただし、花道以外の通路から不意を突く形で入場し、観客を驚かせるといった少々悪戯めいたムーブはしばしば見られた。
- マイティ井上とは若手時代から親友の間柄であった。アンドレは生涯独身を貫いたと言われているが、井上はアンドレに内縁の妻がいたこと、娘も一人いたことを明言している。本名については、井上が見たアンドレのパスポートには「アンドレ・レネ・ロシモフ」と書かれていたというが「アンドレの本名はジャン・フェレだ」と雑誌インタビューでは答えている。井上はフランス語が分からなかったが、アンドレの言うことは理解していた。アンドレが新日本と提携していたWWFに転戦した後も親交は続き、1979年に国際プロレスへ久々に特別参加した際も、井上は「WWFは大丈夫なのか? 怒られるだろ? ギャラも高いだろ?」と問い正したが、アンドレは「マクマホン・シニアの許可はもらった。ギャラはいくらでもいい」と答え、国際への特別参戦が実現した（新間寿によれば、新日本に対してマクマホン・シニアから新間に電話があり、「アンドレがIWE（国際プロレス）に恩返しをしたいと言っている」などと説明して了解を求めてきたため、当時の新日本は国際と提携していたこともあって了承したという）。井上と国際の吉原功社長がモントリオールを訪れた際には、日本での返礼として、アンドレが井上と吉原の食事代を負担したという[40]。
- 国際プロレス時代の縁から若松市政がジャイアント・マシーンのマネージャーに起用された。アンドレは若松に恩義を感じており、若松がニューヨークを訪問した際、高級レストランに招待し、さらにWWFにマネージャーとして登場するつもりはないか、と勧誘した。
- 現役時代からカーリーヘアのカツラを着用し、リングに上がっていた。これはより一層巨大感を表現させるために着用していたという。ただし後年はカーリーヘアーのカツラを外し、地毛のパーマヘアーで闘っている[60]。
- アンドレは弁護士に渡してあった遺書の中で「死後48時間以内の火葬」を希望していたが、パリには彼の巨体に対応できる施設がなく、結局そのままアメリカへ移送された。
- 新日本プロレスに参戦していた頃、入場の際における襲撃のターゲットを花束嬢に定めていた。花束嬢に近づいて威嚇する、花束を叩き落す、花束を花束嬢に向かって殴りつけるのは日常茶飯事だったという。花束嬢をリング下から引きずり下ろしたこともあり、高田伸彦や小杉俊二などが制止したものの、その際花束嬢のスカートはずり上がり、花束嬢の下着が丸見えになったこともあったという[37]。
- レスラーや関係者など、アンドレには日本人の友人知人が多くいたが、黒人に対しては差別意識を持っていたなどと言われる。バッドニュース・アレンがアンドレの差別発言に激怒し、ホテルの屋上にアンドレを呼び出し「謝らなければここから突き落としてやる」と言って謝罪させたという逸話がある[61]。しかし、黒人レスラーのアーニー・ラッドとは親友同士で、両者は北米各地で抗争を展開できる気心の知れた仲だった。同じくMSWA、WCCW、WWFなど各団体で抗争を繰り広げたカマラもアンドレのことを称えている（カマラのWWF入りはアンドレの仲介によるものだったという）[62]。また、アイスマン・キング・パーソンズ、S・D・ジョーンズ、ジャンクヤード・ドッグ、トニー・アトラスなど、WWFや南部エリアでアンドレのタッグ・パートナーを務めた黒人選手は数多い。ロッキー・ジョンソンの息子のザ・ロックも、子供の頃にアンドレに可愛がってもらっていたという（ロックの自著『The Rock Says』には、アンドレに抱き上げられた少年時代のロックの写真が掲載されている）。
- 1980年代前半、アンドレは日本のマスコミの取材を断り、新日本プロレスの外国人選手控室への入室を許可しなかった[37][63]。「IWGPチャンピオン・シリーズ」名古屋大会の翌日である1986年6月18日新日本プロレス千葉県松戸市大会において、アンドレは外国人選手控室への入室を許可した。その際居合わせた東京スポーツの記者は「いつゲラウェー（出て行け）と叫ぶのか」と最初のうちは恐怖に感じていたという[37]。
- 新日本プロレスの5月シリーズに参戦した際は、例年スタン・ハンセン、チャボ・ゲレロ、ボブ・バックランド、ディック・マードックなどを招待して誕生日パーティーを開催していた。前述の通り、同時期のアンドレは日本のマスコミの取材を断っていた。1985年の「IWGP&WWFチャンピオン・シリーズ」に参戦した際、京王プラザホテルの1階にあったレストランのウェイトレスがアンドレと友人関係であったことから、東京スポーツのカメラマンがそのウェイトレスに対して「好物であるカリフォルニアワインを用意する」と取材を依頼したところ、1979年に新潟県長岡市の焼肉店で開催されたパーティー以来、6年ぶりにアンドレの誕生日パーティーの取材を取り付けることに成功した[63]。
- 藤波辰爾は、アンドレのジャイアント・マシーンへの変身について、「あれはアンドレのそれまでの実績を考えないで、『ワールドプロレスリング』の視聴率を最優先に考えての苦肉の策。ジャイアント・マシーンは迷走していた当時の新日本の象徴だった」と述べている他、スーパー・ストロング・マシーンも後年、「それを知った時には、新日本は本当に苦しいんだろうなと思った。俺への当てつけとは思わなかった。アンドレぐらいの大物が被るとなれば、それだけマシーンというものに価値があったということの裏返しである」と述べている[31]。
- 1984年12月19日、ハワイNBCアリーナにおける興行の第8試合で、レフェリーを務めたことがある。シバ・アフィ（英語版）&ラーズ・アンダーソン対マーク・ルーイン&ケビン・サリバンの試合を裁くも、敗れたルーイン組が判定への不服からアンドレに食って掛かり、乱闘寸前になったという[64]。それ以前の1978年にも、NWAのリッキー・スティムボート対リック・フレアー、WWWFのダスティ・ローデス対スーパースター・ビリー・グラハムなどの試合でスペシャル・レフェリーを担当した[65][66]。
- 当時外国人レスラーの相談役も務めていた新日本プロレスのレフェリー、ミスター高橋がアンドレが宿泊していたホテルへ出向き「実は覆面を被ってほしいんだ」とおそるおそる切り出した。その際、差し出したのがジャイアント・マシーンのマスクである。そのマスクを見たアンドレは大喜びし、早速その場で着けてみせ「どうかな、ピーター（高橋のニックネーム）。似合うかい?」と満足気にポーズをとったという。高橋はプライドが高いアンドレは絶対に断るだろうと思っていたため、この反応は全く意外だったと後に述懐している。なお、この時のマスクは当然、アンドレ自身から採寸したものではなく（バイク用のフルフェイスのヘルメットに合わせて作成したと言われる）、そのためジャイアント・マシーン登場当時はマスクがアンドレの頭にはフィットしていなかった。後期には改めて新しいマスクが制作されている。
- スタン・ハンセンはアンドレを先輩として尊敬し続け、両者は新日本プロレスを去った後、全日本プロレスでほぼ10年ぶりの同行を喜び、試合後はよく二人で飲食に出かけた。その際、よく話題になったのが既述の田園コロシアムの一戦で、互いに相手を称え飽きることなく語り合ったという。
- WWFに参戦したキラー・カーンとアンドレが対戦した際、アンドレが自身の過失で試合中に自分の足を痛めてしまい、それに気付いたカーンは機転をきかせトップロープからニー・ドロップを見舞った[注 2]。後日カーンは通訳を連れてアンドレの入院先へ見舞いに出向き、前述した試合の件について謝罪。しかしそれを聞いたアンドレは大声で笑いのけ、「気にするな、あれはアクシデント。君の機転が無かったら試合が台無しになっていたところだった」と逆に励ましの言葉をかけたという。さらにアンドレは「それよりも、あの試合は『キラー・カーンがアンドレ・ザ・ジャイアントの足をニー・ドロップで骨折させた』ということにしよう。俺が退院したら、君との試合は盛り上がること間違いなしだ」と言い、格好のストーリーラインまで提案している。このアングルは新日本プロレスに凱旋帰国したカーンの株を急上昇させ、彼を瞬く間にメインイベンターへ昇格させた原動力となった。この頃の新日本プロレスは全日本プロレスとの外国人選手引き抜き合戦の挙句、スター選手を失ったのと同時にアントニオ猪木とタイガーマスクが怪我で休場と痛手を被った時期でもあるが、代わってメインに上った「あのアンドレの足を骨折させた大型日本人レスラー」とアンドレとの対戦は興行を大いに盛り上げた[67]。
- キラー・カーンによれば、引退後にスタン・ハンセンやハルク・ホーガンと話した際、双方がアンドレは彼らをうまく持ち上げてくれたと証言し、アンドレには感謝しており「あれほどのレスラーはもう出てこないだろう」と発言していたという。カーン自身は「相手のいいところを出させてあげて試合を盛り上げる。一流中の一流」とコメントしている。
- 巨体ながら運動神経にも優れており、クロールで泳ぐこともできる[68]。
- 2017年にプロレスデビューしたアンドレザ・ジャイアントパンダは、アンドレにちなんで名付けられた。
- 1987年に脳腫瘍で死去したスコット・アーウィンは、1980年代前半にフロリダやジョージアなどアメリカ南部でアンドレと抗争を繰り広げていたが、余命いくばくもないと診断された際、かつての仲間やライバル達の家を最期の別れと感謝のために訪ねて周り、アンドレの家にも訪れた。その時アンドレは、アーウィンを抱きしめて号泣したという[69]。

### 酒豪伝説
アンドレは酒豪として知られ、特にビールやワインの消費量については様々な伝説が残されている。
- ミスター・ヒトの著書『クマと闘ったヒト』では、車で800km移動する間に缶ビールを118本飲み、到着後更に5ガロン（約19リットル）のワインを飲み干したと記載されている。
- マイティ井上は、札幌遠征時に「二人で一度に瓶ビールを136本空けたことがある」と証言している[70]。その際は「汗とアルコールとオーデコロンが一緒になったようなにおいになった」という。
- アニマル浜口によれば、アンドレ（ロシモフ）が来日した際は、移動のために利用する列車や選手バスに大量のビールを積み込んでいたという。アンドレ（ロシモフ）がビールを飲む際もリポビタンDを飲む感覚で飲んでいたという。国際プロレスで外国人担当を兼任していた阿部脩と遠藤光男両レフェリーが移動する列車や選手バスにビールを大量に積み込むなど、酒に関しては一番手を焼いた選手であったという[8]。
- キラー・カーンと坂口征二によれば、1975年に新日本プロレスがブラジル遠征を行った際、ロサンゼルス経由サンパウロ行きの飛行機の機内にあったビールを全部アンドレが飲み干してしまい、他の乗客からクレームがついたという[71][72]。新間寿の証言によると、この時ビールは200～300本用意されてあったという[26]。
- ラッシャー木村の息子である木村宏は、国際参戦時のアンドレ（ロシモフ）が、ラッシャーと2人でビールを50ケース（大瓶・中瓶で換算すると約1000本）空けたと証言している[73]。
- この他、1980年4月の札幌巡業でサッポロビール園で大ジョッキ89杯を空けた、「タンパの空港で50分でビール108本を空けた」（ハルク・ホーガンによる証言）、「ペンシルベニア州リーディングのホテルのバーでビール327本を空け、さすがのアンドレも気絶した」（ファビュラス・ムーラによる証言）など、消費量に関する伝説は枚挙に遑がない[71]。ただこれらの伝説がどこまで本当なのかは不明で、少なくともサッポロビール園の件は、当時を知る職員が「正確な記録を取ったものではない」「大ジョッキではなく中ジョッキではないか[注 3]」などと語っている[74]。
- 馬場とは巨人同士でウマが合ったと言い、選手バスでは隣同士に座り二人で冗談を言い合いながらワインを飲んでいたという。そのため、全日本の選手バスにはアンドレ用のワイン冷蔵庫が用意されていた。
- ワインは白ワインが好みだったというが、結局は赤・白の別や銘柄に関係なく「水のように飲み干してしまう」状態だったらしく、ハルク・ホーガンによれば「アンドレの誕生日の際に、移動バスにワイン1ダースをプレゼントとして用意したら、出発から2時間半で全部空けてしまった」という[71]。また木村宏によれば、熟成されたものよりも、若いワインを好んでいた[73] 。
- 1985年にアンドレの誕生日パーティーを独占取材した東京スポーツによれば、誕生日パーティー当日にワイン5本、瓶ビール15本を飲み干したという[63]。
- 一時アメリカでレストランを経営していたが、その目的は副業というよりは自分が消費する分の食材や酒を卸価格で仕入れるためとされる。
- 元々多かった酒量は晩年さらに増え、ワインを手放せない状態だったと言われる。晩年は体重増加も加わり歩行すらままならない状態だったようで、移動にバギーバイクを使用していた。